# Analiza semantyczna
Analiza semantyczna w teorii kompilatorów to faza procesu kompilacji, wykonywana po analizie syntaktycznej, a przed generowaniem kodu, w której sprawdzana jest poprawność programu na poziomie znaczenia poszczególnych instrukcji oraz programu jako całości. Analiza semantyczna najczęściej operuje na drzewie składni, do którego dodaje dodatkowe informacje, np. typy wartości.

## Cel analizy semantycznej
Głównym zadaniem w czasie analizy semantycznej jest sprawdzenie, czy program może być jednoznacznie skompilowany. Pewne konstrukcje, mimo że dopuszczalne przez gramatykę języka, mogą być niepoprawne.
W analizie semantycznej można wyróżnić trzy obszary działania:
- kontrola typów, czyli sprawdzanie poprawności typów w każdym węźle drzewa składni programu (w tym także sprawdzanie, czy identyfikatory zostały zadeklarowane);
- kontrola poprawności instrukcji, czyli sprawdzenie, czy instrukcje i wyrażenia mają sens w kontekście, w którym zostały użyte,
- kontrola nazw, czyli sprawdzenie, czy nazwy jednoznacznie identyfikują funkcje, etykiety i inne konstrukcje języka programowania.

## Kontrola typów
Kontrola typów ma na celu sprawdzenie poprawności typów w takich konstrukcjach językowych jak:
- przypisania - typ wartości przypisywanej musi być zgodny z typem elementu do którego przypisujemy,
- operacje arytmetyczne - wartości, do których używany jest operator arytmetyczny, muszą zgadać się z rodzajem operatora,
- wywołania funkcji - typy parametrów funkcji przy jej wywołaniu muszą zgadzać się z typami zadeklarowanymi,
- odwołania do pól rekordu - rekord, do którego się odwołujemy, musi mieć pole o podanej nazwie,
- wywołania metod obiektu - obiekt musi być instancją klasy, która zawiera wywoływaną metodę.

W czasie kontroli typów sprawdzane też jest czy identyfikatory były zadeklarowane. Do tego celu służy tablica symboli.

## Kontrola poprawności instrukcji
Przez "poprawność instrukcji" rozumie się wszelką inną poprawność instrukcji poza sprawdzaniem typów i identyfikatorów. Sprawdzanie obejmuje:
- kontrolę L-wartości,
- kontrolę przepływu sterowania,
- kontrolę dostępu do obiektów i klas,

## Kontrola nazw
Kontrola nazw polega na sprawdzeniu, czy nazwy identyfikatorów i etykiet w programie źródłowym są poprawne. Za niepoprawne zwykle uważa się:
- deklaracje dwóch zmiennych o tej samej nazwie w tym samym zakresie widoczności,
- deklaracje dwóch funkcji (podprogramów) o tej samej nazwie i tych samych parametrach w tym samym zakresie widoczności,
- użycie niezadeklarowanej zmiennej,
- użycie tej samej nazwy w dwóch kontekstach, np. jako nazwa typu rekordu i nazwa zmiennej (choć wiele kompilatorów ma oddzielne przestrzenie nazw i takie użycie jest uważane za poprawne,
- użycie słowa zastrzeżonego jako identyfikatora,
- deklaracja dwóch etykiet (np. dla goto lub case) o tej samej nazwie, lub brak deklaracji użytej etykiety.

Część z tych rzeczy, np. podwójne deklaracje, jest sprawdzana w czasie tworzenia tablicy symboli.